# Nyíri
Nyíri ist eine ungarische Gemeinde im Kreis Sátoraljaújhely im Komitat Borsod-Abaúj-Zemplén.

## Geografische Lage
Nyíri liegt in Nordungarn, 65 Kilometer nordöstlich des Komitatssitzes Miskolc, 20 Kilometer nordwestlich der Kreisstadt Sátoraljaújhely und sechs Kilometer nordwestlich Stadt Pálháza. Nachbargemeinden sind Bózsva und Füzérkomlós.

## Geschichte
Der Ort wurde 1270 erstmals in einer Urkunde erwähnt. Die reformierte Kirche stammt aus den Jahren 1802–1804. Weiterhin gibt es im Ort die römisch-katholische Kirche Szűz Mária Szíve.

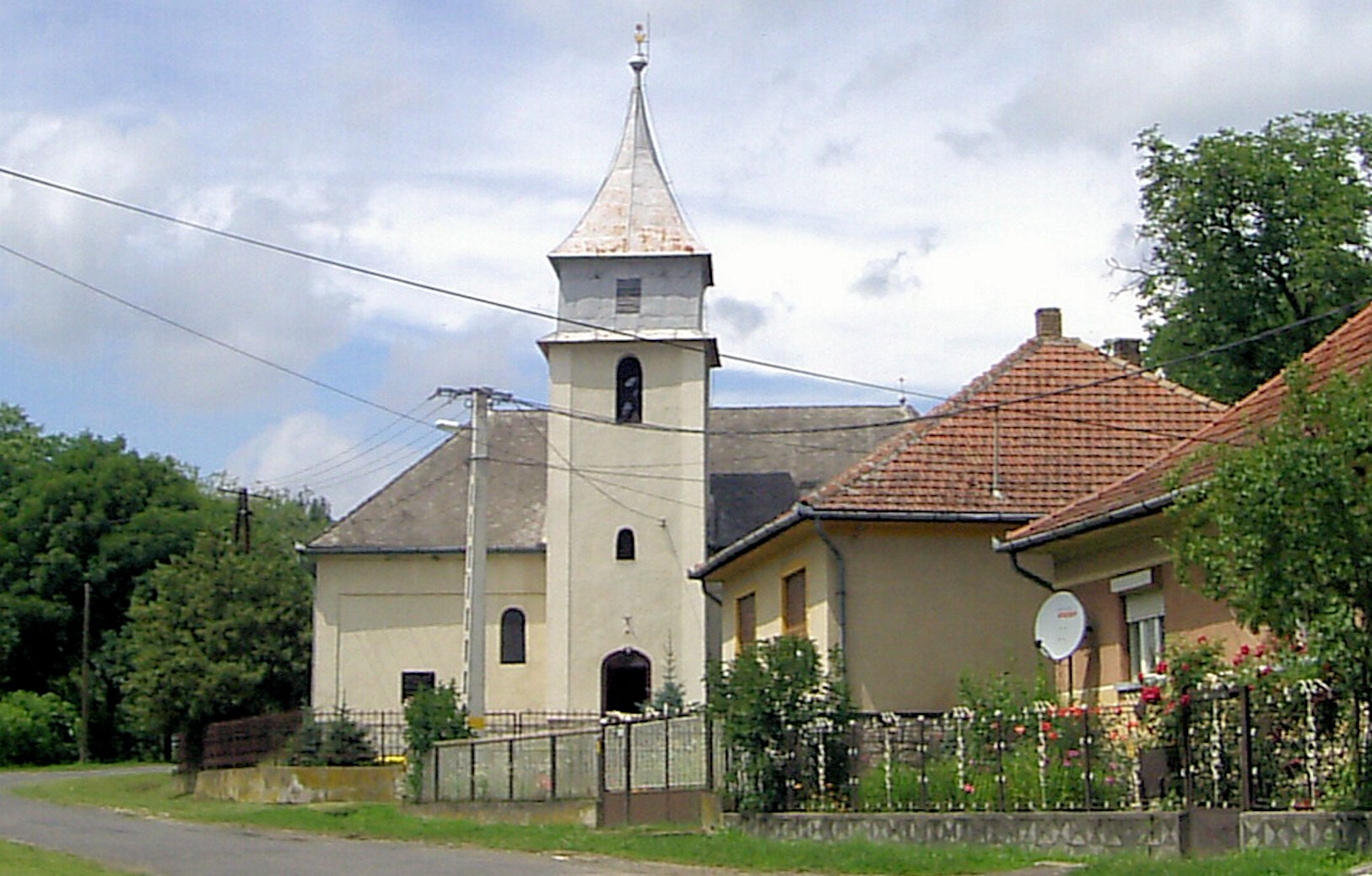
Reformierte Kirche in Nyíri

## Verkehr
In Nyíri treffen die Landstraßen Nr. 3725 und Nr. 3726 aufeinander. Es bestehen Busverbindungen über Füzérkomlós nach Hollóháza sowie über Pálháza nach Sátoraljaújhely, wo sich der nächstgelegene Bahnhof befindet.